# 佐賀青年師範学校
| 佐賀青年師範学校 （佐賀青師） | 佐賀青年師範学校 （佐賀青師） |
| ----------------------------- | ----------------------------- |
| 創立                          | 1944年                        |
| 所在地                        | 佐賀県久保泉村 （現・佐賀市） |
| 初代校長                      | 田中久道                      |
| 廃止                          | 1951年                        |
| 後身校                        | 佐賀大学                      |
| 同窓会                        | 有朋会                        |

佐賀青年師範学校 （さがせいねんしはんがっこう） とは、1944年 （昭和19年） に設立された青年師範学校である。

## 概要
- 1925年 （大正14年） 設立の佐賀県実業補習学校教員養成所を起源とする。
- 1944年、佐賀県立青年学校教員養成所 （1935年設立） の国への移管により佐賀青年師範学校となった。
- 第二次世界大戦後の学制改革で新制佐賀大学教育学部 （現・文化教育学部） の前身の一つとなった。
- 附属農場は佐賀大学農学部附属農場 （現・資源循環フィールド科学教育センター） の前身となった。
- 同窓会は 「有朋会」 と称し、旧制 （佐賀青師・佐賀師範）・新制 （佐賀大学教育学部・文化教育学部） 合同の会である。

## 沿革
- 1925年4月： 佐賀県師範学校に佐賀県実業補習学校教員養成所を附設 （1年制）。
- 1931年4月： 2年制となる。
- 1935年4月： 県立佐賀農芸学校 （現・県立高志館高等学校） 校内に移転し、佐賀県立青年学校教員養成所と改称。
  - 佐賀郡春日村 （現・佐賀市大和町尼寺） に所在。
- 1938年4月： 臨時教員養成所を併設 （1年制、1940年廃止）。
- 1942年4月： 佐賀郡久保泉村白石原の新校舎に移転。女子部を設置。
  - 現・佐賀市久保泉町下和泉、佐賀大学農学部附属資源循環フィールド科学教育センター所在地。
- 1944年4月： 官立移管され、佐賀青年師範学校となる。
  - 本科3年制。男子部 （農業科）・女子部 （家庭科） を設置。
- 1949年5月31日： 新制佐賀大学発足。
  - 佐賀師範学校と共に教育学部の母体として包括された。
  - 佐賀青年師範学校校地は佐賀大学農場となった。
- 1951年3月31日： 佐賀大学佐賀青年師範学校 （旧制）、廃止。

## 歴代校長
佐賀県立実業補習学校教員養成所
- 所長： 張二男松 （1925年4月 - ? ）
  - 以下、佐賀師範学校校長と兼務。
- 所長： 守内喜一郎
- 所長： 山下直平
- 所長： 副島松一

佐賀県立青年学校教員養成所
- 所長： 青木猷彦 （1935年4月 - ? ）
  - 佐賀農芸学校校長と兼務。
- 所長： 井出隆一
- 所長： 小笠原力千代

官立佐賀青年師範学校
- 校長： 田中久道 （1944年4月 - ? ）[2]
- 校長：上岡直二（1945年11月24日[3] - ）
- 校長： 小笠原悟[4]
- 校長： 野村幸祐 （ ? - 1949年4月）
  - 山口県教育長に転じた後、山口放送初代社長となった。
- 校長： 樋渡熊雄 （1949年4月 - 1949年7月）
- 校長： 内山良男 （1949年7月 - 1951年3月）
  - 新制佐賀大学教育学部 初代学部長。

## 校地の変遷と継承
前身の佐賀県立青年学校教員養成所から引き継いだ佐賀郡久保泉村白石原 （現・佐賀市久保泉町下和泉） の校地を使用した。久保泉の校地は後身の新制佐賀大学に引き継がれ、佐賀大学附属農場 （1956年4月から佐賀大学農学部附属農場、現・資源循環フィールド科学教育センター） となって現在に至っている。

## 関連書籍
- 佐賀大学史編纂委員会（編）　『佐賀大学四十年史』　第一法規出版九州支社、1994年10月。
- 佐賀県教育史編さん委員会（編）　『佐賀県教育史 : 第5巻 通史編 (2)』　佐賀県教育委員会、1992年2月、493頁-502頁。
- 佐賀新聞社佐賀県大百科事典編集委員会（編）　『佐賀県大百科事典』　佐賀新聞社、1983年8月、354頁 「佐賀青年師範学校」 の項。